# Levélregény
A levélregény a szentimentalizmus divatos regénytípusa. Formailag fiktív levelek sorozata. Fiktív naplórészletek is szerepelhetnek benne. Többnyire nem gazdag a cselekménye, viszont elmélyült, bánatos lélekábrázolás, meghitt hangvétel, szubjektivitás jellemzi. A levélregény írójának „csele”, hogy műve dokumentumnak adja ki magát.

## Híresebb levélregények
- Rousseau: Új Héloïse

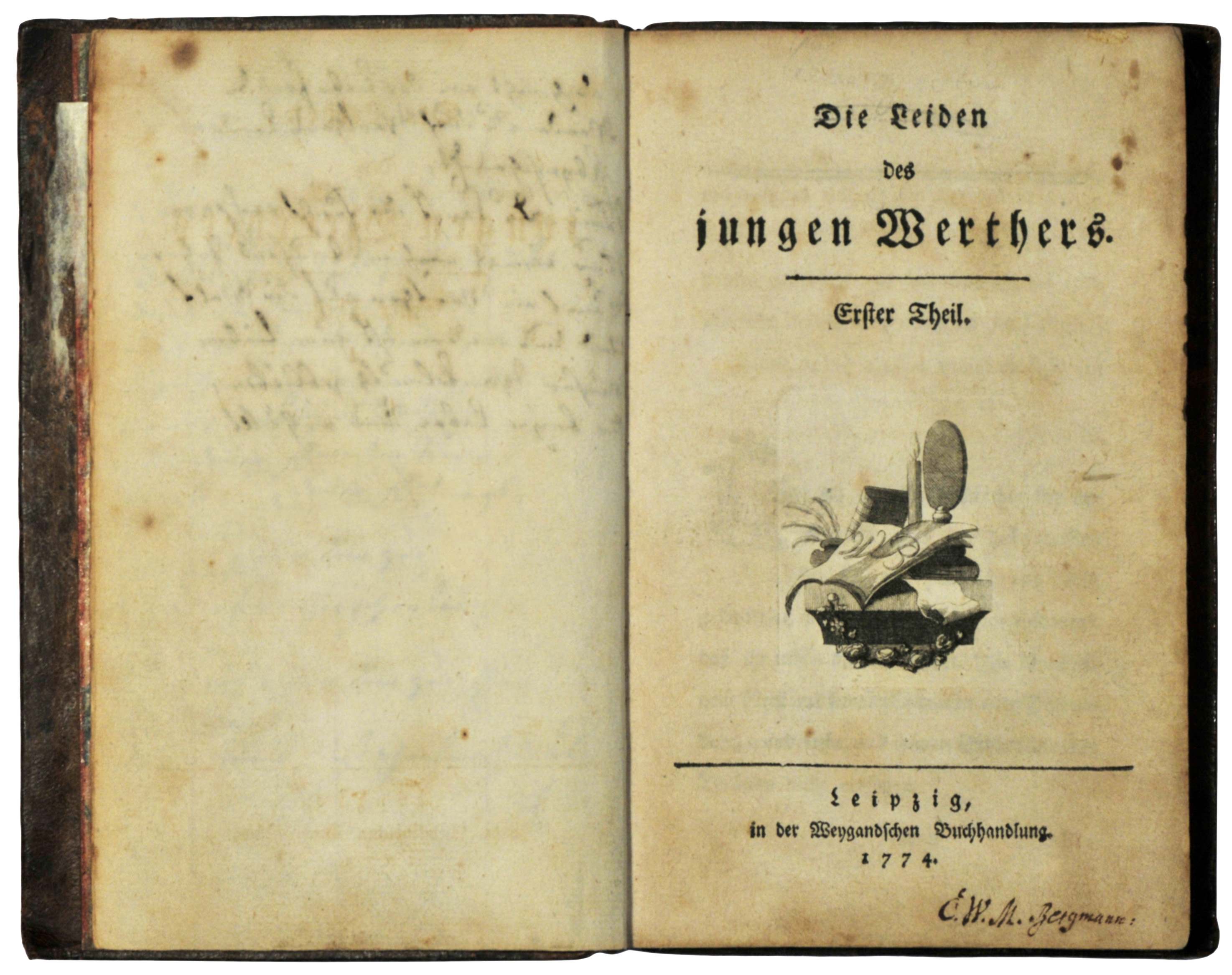
Goethe: Az ifjú Werther szenvedései (Az első kiadás címlapja)

- Goethe: Az ifjú Werther szenvedései
- Laclos: Veszedelmes viszonyok
- Hölderlin: Hüperión
- Montesquieu: Perzsa levelek
- Stoker: Drakula
- Kármán József: Fanni hagyományai